# Емилио Огњеновић
Емилио Огњеновић (шп. Emilio Ogñénovich; Олаварија, 25. јануар 1923 — Мерседес, 29. јануар 2011) аргентински је надбискуп Мерседеско-луханске надбискупије српског порекла.

## Биографија

### Рана младост
Емилио Огњеновић је рођен 25. јануара 1923. године у месту Олаварија које се налази у провинцији Буенос Ајрес. Био је најстарији од петоро деце Симона Огњеновића и Росе Грегов Вулешевић. Симон је из Црне Горе у Аргентину емигрирао 1920-21. године, иначе је пореклом из Бањана. Отац његове мајке, Марије Петровић, је био војвода Ђуро Петровић Његош. Убрзо по доласку Симон се жени Росом, чији је отац пореклом из Херцеговине а мајка из Задра. По рођењу Емилио је крштен у руској православној цркви Свете Тројице у Буенос Ајресу, која је подигнута на иницијативу српских исељеника уз донацију руског цара 1901. године. Након последњег порођаја, Роса се тешко разболела, сматра се да је узрок био нека врста постпорођајне инфекције. Због велике туге за својом супругом, за чије спасење није било никакве наде, Симон умире од срчаног удара свега неколико сати пре Росе. Бригу о деци преузима Росина мајка, која је била пореклом из Задра од породице Грегов. У годинама које су следиле Емилио је стекао васпитање у складу са католичком традицијом, и управо је тај период највише утицао на његову каснију одлуку да се посвети свештеничком позиву.

### Бискуп, надбискуп и смрт
Постао је свештеник 17. децембра 1949. године, заредио га је тадашњи бискуп Мерседеса Анунсијадо Серафини. Именован је, од стране папе Јована Павла II, 1. октобра 1979. године за помоћног бискупа у Баија Бланци и титуларног бискупа Милибарке, а рукоположен 18. новембра исте године од стране надбискупа Баија Бланке Хорхеа Мајера. У јуну 1982. године Огњеновић је изабран за бискупа Мерседеса. Имао је добре односе са папом Јованом Павлом II што је утицало да бискупија Мерседес буде 1997. године уздигнута у ранг надбискупије, а он постане надбискуп Мерседеско-луханске надбискупије. Због старости се повлачи 7. марта 2000. године. Живео је неко време у курији у Буенос Ајресу, а потом у дому за пензионере свештенике. Умро је 29. јануара 2011. године, у 88 години живота.

## Политичка активност
Огњеновић је био припадник веома конзервативне струје унутар католичке цркве у Аргентини, био је познат по свом залагању против абортуса и развода, као и подршци оним политичким струјама чији је програм био заснован на истом виђењу. Он је предводио 1987. године поворку током које је ношена Госпа из Лухана на централном тргу испред зграде владе у Буенос Ајресу, којој је тада присуствовао и бивши аргентински председник Артуро Фрондизи. Она је била организована као протест против предлога закона о разводу брака који је предложила влада председника Раула Алфонсина. Због слабог одзива и недовољне подршке једног дела цркве, највећи покушај протеста против доношења овог закона није успео. Огњеновић је тада одсутне бискупе оптужио за издају.

## Занимљивости
Када је свештеник Хорхе Марио Бергољо рукоположен у помоћног бискупа Буенос Ајреса и титуларног бискупа Ауке, 27. јуна 1992. године, од стране кардинала Антонија Кварасина, надбискупа Буенос Ајреса, један од консекратора је био и Огњеновић. Касније је Бергољо постао поглавар Католичке цркве папа Фрања.